# Do'ar ha-jom

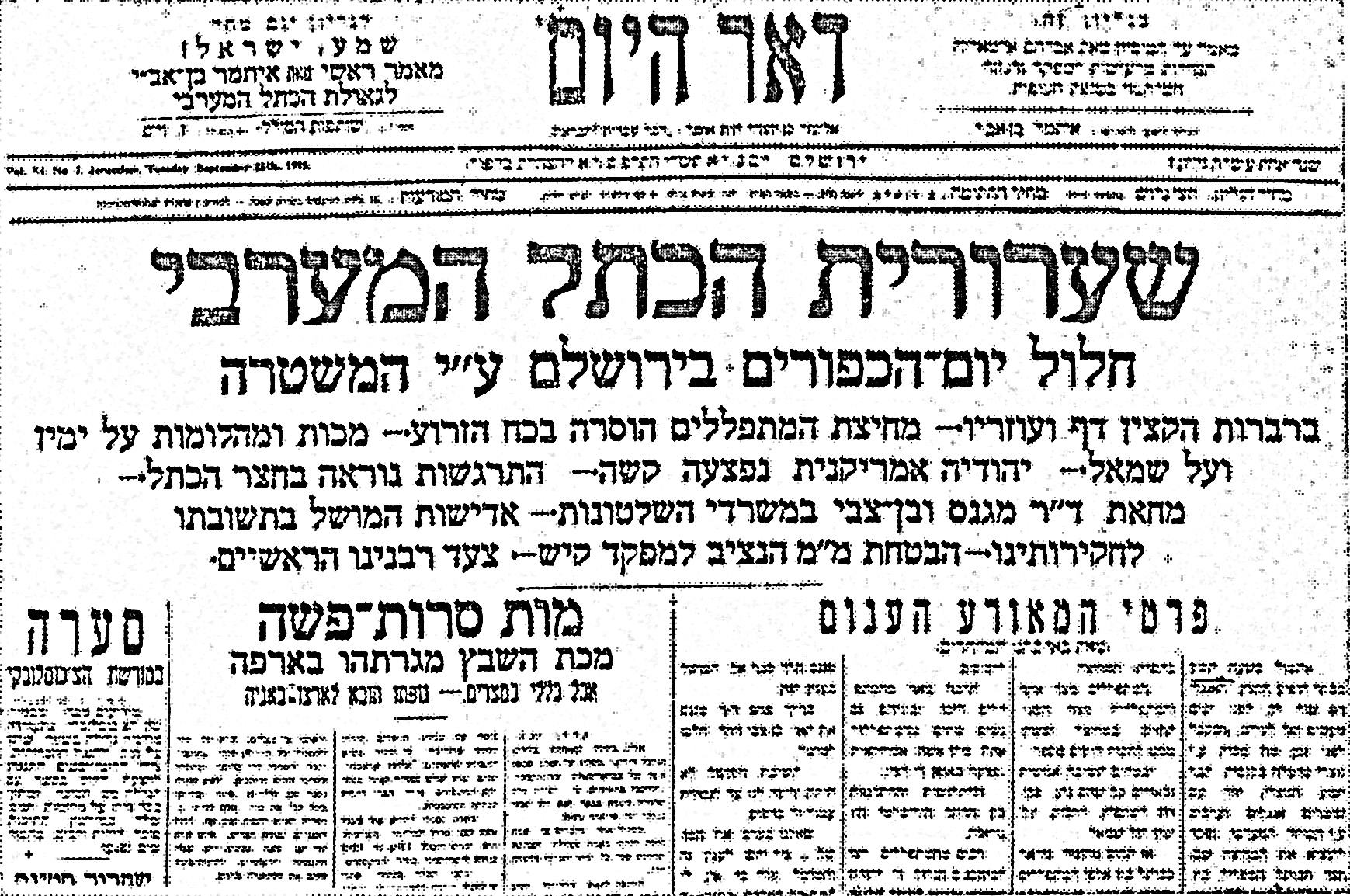
Titulní stránka Do'ar ha-jom z roku 1928

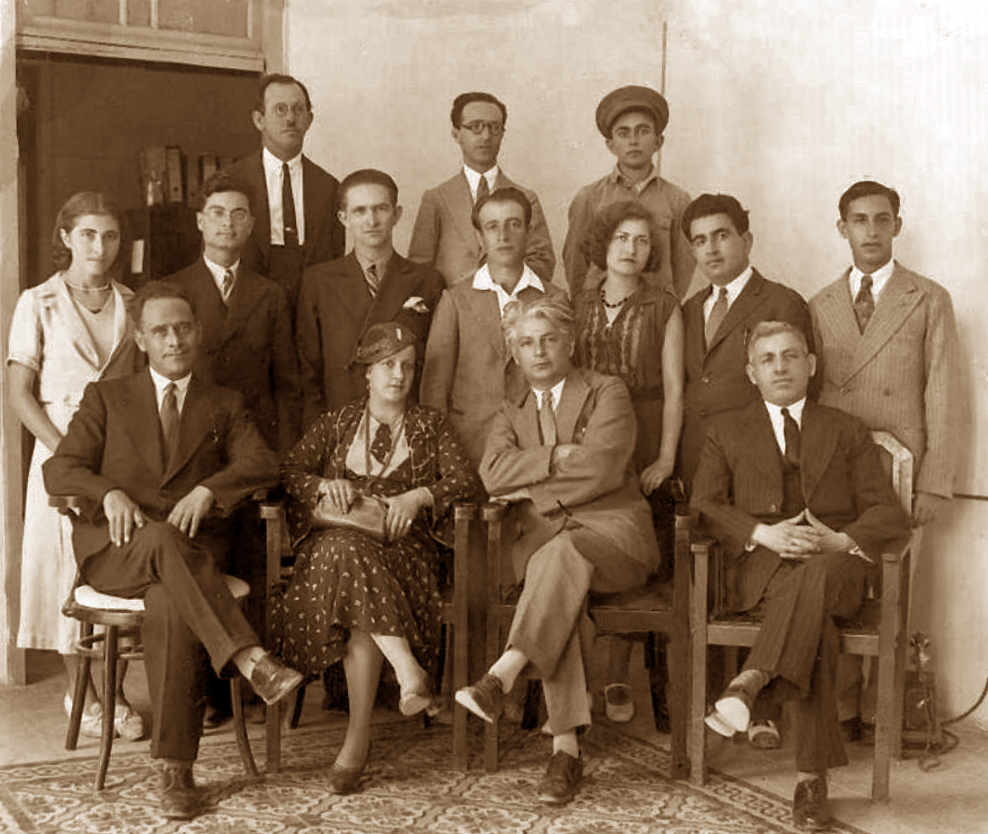
Členové redakce Do'ar ha-jom ve 20. letech 20. století

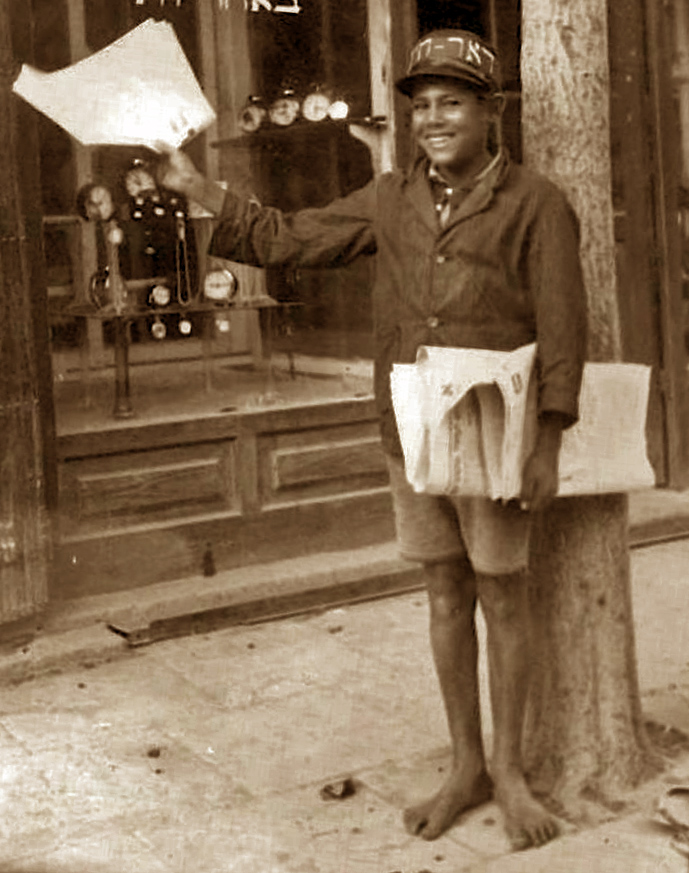
Pouliční prodej Do'ar ha-jom v Jeruzalému

Do'ar ha-jom (hebrejsky דואר היום, doslova Denní pošta) byl hebrejský psaný deník vycházející v mandátní Palestině v letech 1919-1936.
Za vznikem listu stál Eliezer Ben Jehuda, hlavní postava obnovy novověké hebrejštiny, a jeho syn Itamar Ben Avi (mimochodem první člověk v novověku, jehož mateřskou řečí byla hebrejština). Ben Jehuda stál v této době za vznikem deníku Chadašot ha-arec (předchůdce nynějšího listu Haaretz), ale názorově se neshodl s členy jeho redakce a rozhodl se proto zřídit vlastní noviny inspirované anglickým listem Daily Mail. První číslo vyšlo 8. srpna 1919. Po Haaretz šlo o druhý poválečný hebrejský deník publikovaný v Jeruzalému. V polovině 20. let 20. století patřil Do'ar ha-jom spolu s Haaretz a nově vzniklým deníkem Davar mezi nejčtenější židovské noviny v Palestině.
Zatímco Haaretz měl liberální orientaci, Do'ar ha-jom byl zaměřen více nacionalisticky a bojovně. V roce 1924 list obvinil předního představitele levicově sionistického tábora Arthura Ruppina ze zneužívání finančních prostředků během války. Koncem roku 1928 byl dokonce po krátkou dobu editorem novin zakladatel revizionistického sionismu Vladimír Žabotinský. Do'ar ha-jom se ovšem odlišoval od mnoha jiných tehdejších novin tím, že nebyl přímo napojen na politické strany. V září 1929 byl list mandátními úřady na několik týdnů zastaven kvůli jeho kritice chování britské správy během arabských násilností roku 1929.
Jeho hlavní tvůrce Itamar Ben Avi přinesl do novinářské praxe některé inovace, které pak byly inspirací pro další periodika. Prosazoval například expresivní titulky a senzacechtivý tón reportáží. V technické oblasti byl Do'ar ha-jom prvním deníkem v Palestině, který vycházel ráno. Do té doby zdejší noviny vycházely okolo poledne kvůli zpoždění při doručování zpráv ze zahraničních agentur, které byly dováženy denním vlakem. Ben Avi se rozhodl toto změnit a využít aktuální zpravodajství získávané pomocí telegrafu. V roce 1936 ovšem deník zanikl. Bývá to považováno za výraz preference dobového čtenáře pro stranický, více ideologický tisk.